# Eriosema shirense
Eriosema shirense är en ärtväxtart som beskrevs av Baker f. Eriosema shirense ingår i släktet Eriosema och familjen ärtväxter. Inga underarter finns listade i Catalogue of Life.